# На возврате дыхания и сознания
«На возвра́те дыха́ния и созна́ния» — публицистическое эссе Александра Солженицына, опубликованное в сборнике «Из-под глыб» издательством ИМКА-Пресс в Париже на русском языке в 1974 году. В СССР нелегально распространялось в Самиздате, впервые опубликовано в 1991 году в журнале «Новый мир» (№ 5, 1991).
Основная часть текста написана в 1969 году как ответ на статью А. Д. Сахарова «Размышления о прогрессе, мирном сосуществовании и интеллектуальной свободе». В октябре 1973 года к этому тексту было дописано добавление, после чего эссе получило распространение в Самиздате:

Эта статья была написана 4 года назад, но не отдана в Самиздат, лишь самому А. Д. Сахарову. Тогда она была в Самиздате нужней и прямо относилась к известному трактату. С тех пор Сахаров далеко ушёл в своих воззрениях, в практических предложениях, и сегодня к нему статья уже мало относится, она уже не полемика с ним.

Эссе вызвало споры и критику со стороны части интеллигенции. Идеи, высказанные в этом эссе, получили дальнейшее развитие в других публицистических работах автора, в первую очередь, в статьях «Раскаяние и самоограничение как категории национальной жизни» и «Образованщина», опубликованных в том же сборнике «Из-под глыб», а также в статьях других авторов:

Упрекнут, что, критикуя полезную статью академика Сахарова, мы сами как будто не предложили ничего конструктивного. Если так — будем считать эти строки не легкомысленным концом, а лишь удобным началом разговора.